# Web TV
La web television, detta web TV, è il servizio di televisione fruita attraverso il web. La tecnologia alla base della web TV è lo streaming. È tecnologicamente distinta dall'IPTV in quanto mentre quest'ultima è realizzata con meccanismi di trasmissione che ne garantiscano la qualità di servizio a favore dell'utente attraverso meccanismi tipici di priorità, la web TV è realizzata attraverso una comunicazione best effort con l'utente.

## La globalizzazione della web TV
Grazie alla rete mondiale, le emittenti sono raggiungibili in tutto il mondo grazie a questo tipo di servizio.
Per avere una buona visione della web TV occorre avere una connessione a banda larga (ADSL o con cavo a fibre ottiche).

## Le web TV nella pubblica amministrazione italiana
Il legislatore italiano con legge 7 giugno 2000, ha previsto che le pubbliche amministrazioni si dotino di apposito ufficio stampa, con responsabili iscritti all'Ordine dei Giornalisti, con la possibilità di un dialogo diretto con i cittadini, anche senza la mediazione delle strutture tradizionali. I sistemi audiovisivi e quelli telematici sono posti sullo stesso piano della stampa tradizionale.
In virtù di questo è in grande sviluppo il numero delle istituzioni pubbliche che utilizzano come strumento la web TV, sia perché permette una comunicazione diretta, sia perché rispetto agli altri media, ha costi di impianto e di gestione più contenuti.
La Camera dei deputati e il Senato della Repubblica hanno messo a disposizione un servizio di trasmissione in diretta di tutti i lavori parlamentari, accompagnate dal servizio di poter a domanda visionare tutte le sedute in archivio. Il sistema ha permesso di democratizzare gli accessi, prima esclusiva dei giornalisti accreditati come Stampa Parlamentare.
Gradatamente il servizio si sta estendendo alle altre istituzioni pubbliche, a partire dalle Regioni. Il Formez, che è un'associazione partecipata dal Ministero per la PA e l'Innovazione, che opera sull'intero territorio nazionale, ma che ha conservato l'originaria attenzione alle aree del Mezzogiorno, ha un ruolo propulsivo e di monitoraggio permanente delle web TV pubbliche. Dal 2003 infatti segue gli sviluppi del fenomeno specificamente al contesto della Pubblica Amministrazione e pubblica una guida annuale.

## La P2P TV
Un'evoluzione della web TV è la P2P TV, che si basa sulla condivisione di video in streaming tramite la tecnologia peer-to-peer. L'utilizzo della tecnologia peer-to-peer permette di trasmettere ad un numero elevato di persone senza l'utilizzo di server potenti e di banda elevata, riducendo i costi del sistema.

## Le web TV esclusivamente via Internet
Un'accezione tuttavia molto usata di web TV corrisponde ad una costruzione di una vera e propria televisione fruibile unicamente via Internet, e dunque non la mera ripetizione della programmazione via etere o satellite.
In questi casi il mezzo preponderante è il personal computer e l'interattività che si crea con lo spettatore, che diviene utente: possibilità di creare un palinsesto personalizzato, eliminazione dei tempi morti, riproducibilità senza confini del contributo audiovisivo desiderato, interazione con storie e programmi molto più elevata delle semplici e classiche telefonate alle redazioni.
Il vantaggio principale è di poter usufruire su base veramente senza limiti geografici di una interconnessione estesa a tutto il globo, senza i limiti del numero dei canali, delle concessioni governative ed altro.

## La web TV come piattaforma televisiva
Una particolare attenzione alla web TV potrà essere data dalla riforma in atto dei diritti di trasmettere gli spettacoli sportivi in cui gli operatori dovranno partecipare a gare di appalto suddivise per piattaforma televisiva, escludendo la possibilità di aggiudicarsi i diritti per più di una piattaforma.
Ma il concetto che la web TV è, ormai, una piattaforma che ha pari dignità con le altre è stata ammessa anche dai responsabili delle altre piattaforme, che ipotizzano di "creare comunità virtuali sul web. Tutti potranno proporre contenuti che poi verranno intrecciati con quelli delle TV analogiche."
Si differenzia dall'accezione standard di web TV la cosiddetta Internet Television, ovvero la diffusione ufficiale su internet da parte di un'emittente televisiva della propria offerta mediale.

## Convegni
Il mondo delle web TV ha attirato l'attenzione anche del mondo accademico. Il primo meeting sull'argomento è stato organizzato nell'ottobre 2008 dall'osservatorio e network delle web TV Altratv.tv presso l'università IULM di Milano con il titolo Paesechevai. Il secondo meeting è avvenuto nei giorni 22 e 23 maggio 2009 sempre allo IULM. Dopo altre due edizioni presso l'università nel 2010, 2011 e nel 2012 l'evento viene spostato a Bologna dove prende il nome di Meeting Punto It.
Le web TV venete si sono incontrate nel Municipio di Padova per la prima volta nel 2012.

## Piattaforme delle web TV

### Italia
- Creatv operante in Liguria (dal 2004 al 2012)
- iLIKE.TV (dal 2012 al 2015)
- ItalyChannel - the Best Way to Italy (dal 2016)
- Luxa tv - Friuli Venezia Giulia con sede a Trieste (dal 2000 al 2004)
- Maremma TV - La Televisione della bioRegione tra Toscana e Lazio (dal 2017)
- Mediolanum Channel (dal 2001 al 2010)
- Milano AllNews - informazione locale su Milano (dal 2016)
- OPEMA (dal 2019)
- PieroDaSaronno (dal 2003)
- Pluto TV (dal 2020)
- Rete Mia (dal 28 febbraio 2020)
- Teatro Tv
- TeleNordest (dal 2017)
- TeleTirreno (dal 2011)
- UAM TV (dal 2019)
- VVVVID (dal 2014)
- YouDem (dal 2008 al 2012)

### All'estero
- BSL Zone (dal 2008)
- Deaflix (dal 2017)
- Europe 1 (dal 2015)
- Kurzgesagt (dal 2013)
- Mukbang (dal 2010)
- V Live (dall'agosto 2015)
- Vsauce (dal 2010)
- Netflix